# Lomsjön (Särna socken, Dalarna)
Lomsjön är en sjö i Älvdalens kommun i Dalarna och ingår i Dalälvens huvudavrinningsområde. Sjön har en area på 0,837 kvadratkilometer och ligger 603 meter över havet. Vid provfiske har abborre, gädda och sik fångats i sjön.

## Delavrinningsområde
Lomsjön ingår i det delavrinningsområde (684287-134336) som SMHI kallar för Mynnar i Svartsjön. Medelhöjden är 614 meter över havet och ytan är 4,46 kvadratkilometer. Det finns ett avrinningsområde uppströms, och räknas det in blir den ackumulerade arean 16,06 kvadratkilometer. Vattendraget som avvattnar avrinningsområdet har biflödesordning 3, vilket innebär att vattnet flödar genom totalt 3 vattendrag innan det når havet efter 466 kilometer. Avrinningsområdet består mestadels av skog (63 procent) och sankmarker (19 procent). Avrinningsområdet har 0,84 kvadratkilometer vattenytor vilket ger det en sjöprocent på 18,8 procent.